# Scott Lipsky
Scott Lipsky (n. 14 de agosto de 1981 en Huntington Beach, California, Estados Unidos) es un jugador profesional de tenis estadounidense que se convirtió en profesional en 2003. Dedicado casi por completo al dobles, suele formar pareja con su compatriota David Martin, con quien alcanzaron una final en 2007 y en 2008 lograron su primer título, venciendo en la final del Torneo de San José a la pareja N.º 1 del mundo, los hermanos Bob y Mike Bryan.

## Torneos de Grand Slam

### Título en dobles mixto (1)
| Año  | Torneo        | Pareja          | Oponentes en la final             | Resultado           |
| 2011 | Roland Garros | Casey Dellacqua | Katarina Srebotnik Nenad Zimonjić | 7–6(6), 4–6, [10–7] |

## Títulos ATP (13; 0+13)

### Dobles (13)
| Grand Slam (0)          |
| Tennis Masters Cup (0)  |
| ATP Masters 1000 (0)    |
| ATP World Tour 500 (1)  |
| ATP World Tour 250 (12) |

| N.º | Fecha                  | Torneo        | Superficie    | Pareja            | Oponentes en la final                  | Resultado            |
| --- | ---------------------- | ------------- | ------------- | ----------------- | -------------------------------------- | -------------------- |
| 1.  | 18 de febrero de 2008  | San José      | Dura          | David Martin      | Bob Bryan Mike Bryan                   | 7-6(4), 7-5          |
| 2.  | 4 de mayo de 2009      | Estoril       | Tierra batida | Eric Butorac      | Martin Damm Robert Lindstedt           | 6-3, 6-2             |
| 3.  | 19 de julio de 2010    | Atlanta       | Dura          | Rajeev Ram        | Rohan Bopanna Kristof Vliegen          | 6-3, 6-7(4), [12-10] |
| 4.  | 13 de febrero de 2011  | San José      | Dura          | Rajeev Ram        | Alejandro Falla Xavier Malisse         | 6–4, 4–6, [10–8]     |
| 5.  | 27 de febrero de 2011  | Delray Beach  | Dura          | Rajeev Ram        | Christopher Kas Alexander Peya         | 4–6, 6–4, [10-3]     |
| 6.  | 24 de abril de 2011    | Barcelona     | Tierra batida | Santiago González | Bob Bryan Mike Bryan                   | 5-7, 6-2, [12-10]    |
| 7.  | 15 de julio de 2012    | Newport       | Hierba        | Santiago González | Ross Hutchins Colin Fleming            | 7-6(3), 6-3          |
| 8.  | 25 de agosto de 2012   | Winston-Salem | Dura          | Santiago González | Pablo Andújar Leonardo Mayer           | 6-3, 4-6, [10-2]     |
| 9.  | 5 de mayo de 2013      | Oeiras        | Tierra batida | Santiago González | Aisam-ul-Haq Qureshi Jean-Julien Rojer | 6-3, 4-6, [10-7]     |
| 10. | 4 de mayo de 2014      | Oeiras        | Tierra batida | Santiago González | Pablo Cuevas David Marrero             | 6-3, 3-6, [10-8]     |
| 11. | 3 de mayo de 2015      | Estoril       | Tierra batida | Treat Huey        | Marc López David Marrero               | 6-1, 6-4             |
| 12. | 1 de noviembre de 2015 | Valencia      | Dura (i)      | Eric Butorac      | Feliciano López Max Mirnyi             | 7-6(4), 6-3          |
| 13. | 22 de octubre de 2017  | Amberes       | Dura (i)      | Divij Sharan      | Santiago González Julio Peralta        | 6-4, 2-6, [10-5]     |

### Finalista en dobles (9)
- 2007: Los Ángeles (junto a David Martin pierden ante Bob Bryan y Mike Bryan)
- 2008: Munich (junto a David Martin pierden ante Michael Berrer y Rainer Schuettler)
- 2008: Indianápolis (junto a David Martin pierden ante Ashley Fisher y Tripp Phillips)
- 2008: Bangkok (junto a David Martin pierden ante Lukas Dlouhy y Leander Paes)
- 2009: Auckland (junto a Leander Paes pierden ante Martin Damm y Robert Lindstedt)
- 2011: Johannesburgo (junto a Rajeev Ram pierden ante James Cerretani y Adil Shamasdin)
- 2015: Houston (junto a Treat Huey pierden ante Ričardas Berankis y Teymuraz Gabashvili)
- 2015: Winston-Salem (junto a Eric Butorac pierden ante Dominic Inglot y Robert Lindstedt)
- 2016: Auckland (junto a Eric Butorac pierden ante Mate Pavić y Michael Venus)
- 2017: Auckland (junto a Jonathan Erlich pierden ante Marcin Matkowski y Aisam-ul-Haq Qureshi)